# 玉兰路
玉兰路是中國上海市浦东新区的一条街道，南北走向，得名于玉兰。北起花木路，南至杜鹃路。全长1公里。

## 周边建筑物
- 上海市建平世纪中学
- 花木邮政所[1]
- 花木街道办事处[2]
- 花木社区卫生服务中心[3]

## 交会道路（北向南）
- 花木路
- 梅花路
- 牡丹路
- 樱花路
- 杜鹃路

## 图集

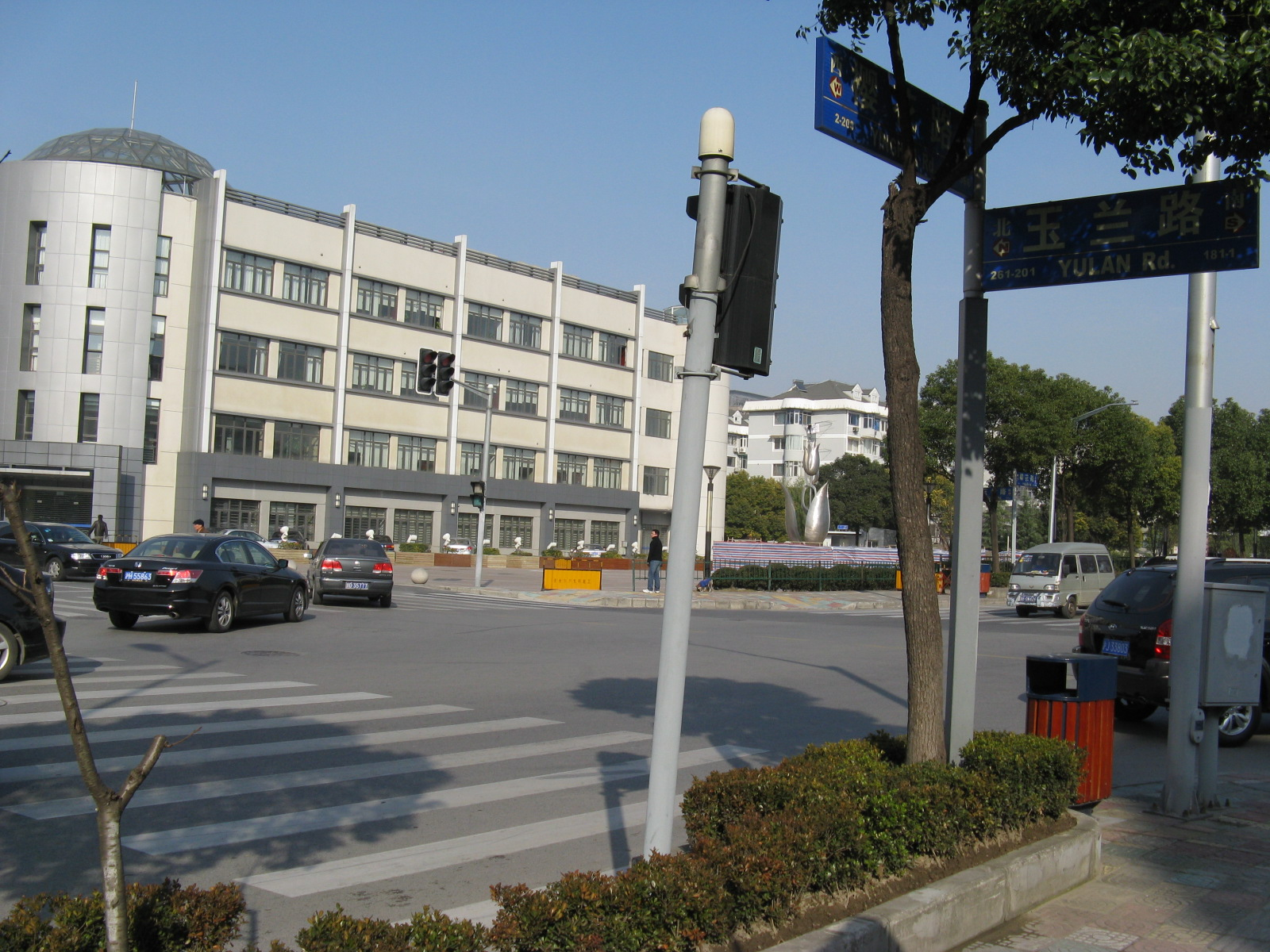
位于玉兰路的花木街道办事处（图左建筑物）
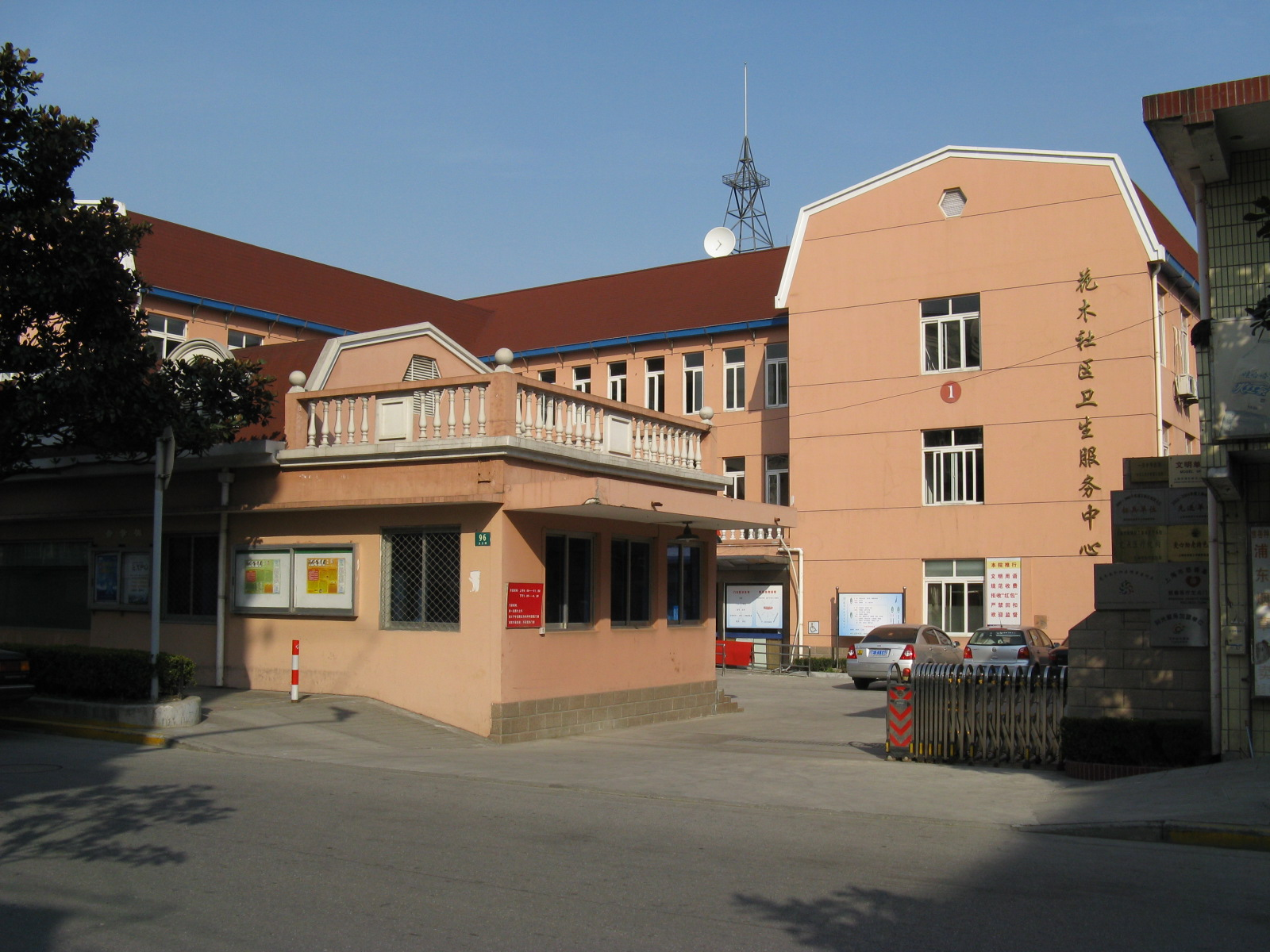
位于玉兰路的花木社区卫生服务中心